# Bernd Kallina
Bernd Kallina (* 1950 in Jettingen) ist ein deutscher Politikwissenschaftler und Journalist, der dem rechtsextremen wie auch dem rechtskonservativen bzw. rechten Lager zugerechnet werden kann. 

## Leben
Als Jugendlicher war er Mitarbeiter der von Heinrich Meier herausgegebenen und als rechtsextrem eingestuften Schülerzeitung „Im Brennpunkt“.
Kallina arbeitete bis zu seiner Pensionierung beim Deutschlandfunk als Redakteur und Kommentator für den Bereich „Hintergrund“ („Hintergrund Politik“ und „Hintergrund Wirtschaft“). Für Deutschlandradio und andere Medien führte er mehrere lange Exklusivinterviews, so mit Günther Beckstein, Günter Zehm, Alfred de Zayas, Heinz Magenheimer, Hans-Helmuth Knütter und anderen. Kallina selbst veröffentlichte unter anderem im Witikobrief, in MUT, in Nation und Europa, der Deutschen Militärzeitschrift, in den Burschenschaftlichen Blättern, in Epoche, Aula sowie im Rheinischen Merkur. Des Weiteren ist er einer der Autoren des Handbuchs des Linksextremismus von Hans-Helmuth Knütter und Stefan Winckler und des ebenfalls von diesen beiden Autoren herausgegebenen Buches Der Verfassungsschutz.
Sein Beitrag in der Themenausgabe „1945: Ende und Anfang“ der Wochenzeitung Das Parlament vom 28. April/5. Mai 1995, in der Kallina eine Rehabilitation von Theodor Oberländer versuchte, wurde in der politischen Öffentlichkeit kontrovers diskutiert und war unter anderem Gegenstand einer Kleinen Anfrage der Bundestagsabgeordneten Annelie Buntenbach und der Fraktion Bündnis 90/Die Grünen im Januar 1996 im Deutschen Bundestag.
Von 1994 bis 1998 war Kallina Pressesprecher des Freien Deutschen Autorenverbands (FDA). Heute ist er Vorsitzender des Bonner Freundeskreises CSU. Er ist unter anderem als Referent bei der Staats- und Wirtschaftspolitischen Gesellschaft (SWG) aufgetreten.
Kallina ist Alter Herr der Burschenschaft Danubia sowie der pennalen Burschenschaft Saxonia-Czernowitz zu München.

## Politisches Engagement
Kallina war 1973 Pressereferent im Bundesvorstand der Jungen Nationaldemokraten sowie Mitglied und Funktionär der NPD, aus der er nach eigenen Angaben wenig später ausgetreten ist. Des Weiteren ist er Mitglied des völkischen Witikobundes und gehörte ab 1986 dessen Bundesvorstand an.